# Lingua nukuria
Il nukuria era una lingua polinesiana, parlata da circa 550 persone a Nuguria, nelle isole orientali della Papua Nuova Guinea. La lingua veniva insegnata nelle scuole primarie delle Nuguria ed era utilizzata per le comunicazioni quotidiane tra adulti e bambini. Nuguria è una delle diciotto piccole isole ad est della Papua Nuova Guinea, conosciute come Polinesia periferica o Outliers. Si è concluso che la lingua nukuria sia strettamente imparentata con altre lingue vicine come Nukumanu, Takuu, Nukuoro e Luangiua.